# Benoît Mernier
Benoît Mernier est un organiste et compositeur belge, né à Bastogne en 1964.

## Biographie
ll est l'élève du compositeur Philippe Boesmans. Il est également professeur d'orgue et d'improvisation à l'Institut supérieur de musique et de pédagogie à Namur (IMEP). En 2019, il succède à Bernard Foccroulle comme professeur d'orgue au Conservatoire Royal de Bruxelles.
Son premier opéra Frühlings Erwachen d'après Frank Wedekind a été créé en mars 2007 à La Monnaie de Bruxelles puis repris en septembre 2008 à l'Opéra national du Rhin à Strasbourg. Ses œuvres font l'objet d'une série de productions discographiques dont un coffret CD/DVD de Frühlings erwachen (Cypres), qui a reçu un Diapason d'or (2009). Son deuxième opéra La Dispute d'après la pièce éponyme de Marivaux est créé le 5 mars 2013 à La Monnaie de Bruxelles.
Benoît Mernier a créé son premier concerto pour piano a été créé à l'occasion de l'ouverture du Festival de Wallonie 2008 par le pianiste français Cédric Tiberghien avec l'Orchestre Philharmonique de Liège. Il a été repris ensuite par David Lively et l'Orchestre National de Montpellier en 2014. En 2015, son premier concerto pour violon et orchestre - dédicacé au violoniste Lorenzo Gatto - est créé par le célèbre violoniste belge et l'Orchestre national de Belgique, au Palais des Beaux-Arts de Bruxelles, en commémoration de la Grande Guerre 1914-1918 (concertos à paraître en 2016 chez Cypres Records).
Benoît Mernier est membre de l'Académie Royale de Belgique.
En 2019, il se voit décerner l'octave "musique contemporaine" lors des Octaves de la musique pour sa prouesse technique de composition, inaugurant le nouvel orgue de Bozar, dans l’album « A Wake of Music ».

## Œuvres (sélection)

### Opéra
- Frühlings Erwachen (2006)[2]
- La Dispute (2012)[3],[4],[5]

### Orchestre
- Intonazione (1995)
- Nachfrühling (2007)
- Viv(a)! (2010)
- Dickinson songs (2017), pour chœur de jeunes et orchestre symphonique, sur des poèmes d'Emily Dickinson[6]
- Comme d'autres esprits (2019)[7]

### Concertos
- Concerto pour piano et orchestre (2008)[8]
- Concerto pour violon et orchestre (2014)[9]
- Concerto pour orgue et orchestre (2017)[10],[11]

### Ensemble
- Hexagones (1987)
- Revenir (1990)
- Les Niais de Sologne (1999)
- Ustica (2019)

### Orgue
- Artifices (1989)
- Cinq Inventions (1998)
- Toccata (2004)
- Choral "Le don des larmes" (2009)
- Pange Lingua (2013)
- Go! (2013)[12]

### Musique de chambre
- Stream (1991) pour quatuor à cordes
- Quintette (1999) pour clarinette et cordes
- Trio (2002) pour flûte, alto et harpe
- After images (2002) pour harpe solo, flûte, clarinette et quatuor à cordes
- Trio (2003) pour violon, violoncelle et piano
- La guêpe et l'orchidée (2010) pour quatuor à cordes
- Quatuor à cordes n°3 (2013)[13],[14]
- Deux Poèmes (2020) pour violon et piano
- Malgré la nuit seule (2022) pour flûte, clarinette, violon, violoncelle et piano

## Discographie

### LabelsCypres records,Ricercar(Outhere),Albany Records, Aeolus, Hortus
- Missa christi regis gentium, Chœur de Chambre de Namur, Olivier Opdebeeck, Xavier Deprez, Benoît Mernier. Cypres 2001 (CYP4612)
- Les Idées Heureuses, Jean-Michel Charlier, Quatuor Danel, Ensemble Musiques Nouvelles, Fabian Panisello, Ictus, Georges-Élie Octors, Orchestre Philharmonique de Radio-France, Michaël Schonwandt. Cypres 2001 (CYP4613)
- Debussy's Corner, Trio Medicis, Bernard Pierreuse, Ning Shi, Francette Bartholomée. Cypres 2003 (CYP1637)
- Neuf Jeunes Organistes Compositeurs par eux-mêmes, («Invention I, III», Benoît Mernier). Hortus 2005 (HORTUS037)
- An die Nacht, Laure Delcampe, Patrick Davin, Trio Fibonacci, Carmen Fugiss, Peter Rundel, Orchestre philharmonique royal de Liège. Cypres 2006 (CYP4624)
- Frühlings Erwachen[15], Jonas Alber, Kerstin Avemo, Thomas Blondelle, Nikolay Borchev, Gaëlle Le Roi. Cypres 2007 (CYP4628)
- Green[16], Sophie Karthäuser, Cédric Tiberghien. Cypres 2011 (CYP1664)
- Musiques Nouvelles | 50th anniversary edition («Les Niais de Sologne», Benoît Mernier), Ensemble Musiques Nouvelles. Cypres 2012 (CYP4650)
- the Pro Arte Quartet - Centennial Commissions Vol. II, Benoît Mernier, Pierre Jalbert. Albany Records 2016 (TROY1634)
- La grâce exilée - Concertos[17], Lorenzo Gatto, Andrey Boreyko, Paul Daniel, David Lively, Ernest Martinez Izquierdo. Cypres 2016 (CYP4644)
- Hymnes[18] («Pange Lingua», Benoît Mernier), avec Olivier Latry, Jean-Baptiste Robin, Pierre Farago, Vincent Dubois. AEOLUS 2016 (AE11101)
- A Wake of Music[19], Alain Altinoglu, Olivier Latry, Hugh Wolff. Cypres 2018 (CYP4649)
- Ophelia - Songs of Exile[20] («Chant d'exil», Benoît Mernier), Clara Inglese, Élodie Vignon, Sébastien Walnier. Cypres 2019 (CYP4651)
- Boesmans, Bartholomée, Foccroulle & Mernier: For early instruments, Ensemble Alarius, Clematis, Inalto, L'Achéron. Ricercar 2020 (RIC421)

## Ouvrages

### À propos deFrühlings Erwachen
- L'éveil du printemps - Naissance d'un opéra, Frühlings Erwachen, opéra de Benoît Mernier et Jacques de Decker. Robert Wangermée (coordinateur), Jacques De Decker, Valérie Dufour, Jean-Luc Fafchamps et Michèle Friche, éd. Mardaga, 2007

### Participation de Benoît Mernier (ouvrage collectif)
- Philippe Boesmans - Entretiens et témoignages, Fabrice Renard et Robert Wangermée (coordinateurs), éd. Mardaga, 2005